# Tropidophorus sebi
Tropidophorus sebi — вид сцинкоподібних ящірок родини сцинкових (Scincidae). Ендемік Малайзії.

## Поширення і екологія
Tropidophorus sebi відомі з типової місцевості, розташованої в області Капіт у малазійському штаті Саравак, на висоті 117 м над рівнем моря. Вони живуть у вологих тропічних лісах, в тріщинах серед скель на берегах струмків.